# Lednica Niemiecka
Lednica Niemiecka – dawna kolonia józefińska, założona w 1784 na gruntach wsi Lednica Dolna, na południowo-wschodnim przedmieściu Wieliczki, wzdłuż obecnej ulicy Gdowskiej.

## Historia
Po I rozbiorze Polski wytyczono nową drogę z Wieliczki do Gdowa, biegnącą przez zabudowania upaństwowionego browaru w Lednicy Dolnej. Po południowej stronie drogi powstała niemiecka kolonia, złożona z kilkunastu regularnie rozplanowanych działek, o granicach widocznych do dziś. Nie zachowały się natomiast zabudowania budowane według schematu: murowane domy w układzie szczytowym, za nimi podwórze z zabudową gospodarczą, na końcu stodoła i ogród. W okresie późniejszym Lednica Niemiecka stanowiła samodzielną gminę o nazwie Lednica Niemiecka (Deutsch Lednica) galicyjskiego powiatu wielickiego. Według źródeł z końca XIX wieku również sąsiedzka Mierzączka była zamieszkała przez potomków kolonistów józefińskich. W 1797 Wieliczka wykupiła miejscowości dawnej żupy wielickiej, tj. Lednicę z Mierzączką. Mieszkańcami Lednicy Niemieckiej zostali koloniści wyznania luterańskiego, pochodzący z Nadrenii. Zatrudnieni byli do pracy w kopalni soli.
W 1833 wierni rozpoczęli starania o wybudowanie w ich wsi budynku szkoły ewangelickiej. Placówka została uruchomiona w 1843, w jej siedzibie odbywały się również nabożeństwa. W ten sposób działalność rozpoczął zbór ewangelicko-augsburski w Wieliczce.
W związku z asymilacją członków zboru, w przeprowadzonym w 1890 na terenie Galicji spisie powszechnym wszyscy ledniccy ewangelicy zadeklarowali posługiwanie się językiem polskim. W 1900 roku natomiast 98 ewangelików (z 248 mieszkańców) w Lednicy Niemieckiej również zadeklarowało język polski jako język potoczny.
W 1904 został otwarty nowy budynek szkoły. Jednak w 1907 placówka została zamknięta w wyniku problemów finansowych w związku z utrzymaniem nauczyciela. Od tej pory w dawnej siedzibie szkoły odbywały się jedynie lekcje religii, które prowadził dojeżdżający tam ksiądz. Szkoła stała się w 1910 instytucją publiczną. Lekcje religii odbywały się tam do czasu wybuchu I wojny światowej, kiedy dojazdy księdza zostały uniemożliwione przez działania wojenne.
Administracyjnie w granice miasta Wieliczka Lednicę Niemiecką włączono w 1934.